# Heteronemia
Heteronemia is een geslacht van wandelende takken uit de familie Heteronemiidae. De wetenschappelijke naam van dit geslacht is voor het eerst voorgesteld door George Robert Gray in een publicatie uit 1835. De soorten van dit geslacht komen in Midden- en Zuid-Amerika voor.

## Soorten
- Heteronemia arampes (Kaup & Heyden, 1871)
- Heteronemia collega (Brunner von Wattenwyl, 1907)
- Heteronemia contracta (Brunner von Wattenwyl, 1907)
- Heteronemia emortualis (Saussure, 1859)
- Heteronemia foliata (Brunner von Wattenwyl, 1907)
- Heteronemia forcipata (Brunner von Wattenwyl, 1907)
- Heteronemia godmani (Brunner von Wattenwyl, 1907)
- Heteronemia granulicollis (Blanchard, 1851)
- Heteronemia ignava Rehn, 1904
- Heteronemia maximus (Redtenbacher, 1908)
- Heteronemia mexicana Gray, 1835
- Heteronemia oaxacae Hebard, 1932
- Heteronemia paucispinosus (Redtenbacher, 1908)
- Heteronemia samouellei (Gray, 1835)
- Heteronemia unidentatus (Brunner von Wattenwyl, 1907)